# Thomomys bottae awahnee
Thomomys bottae awahnee is een knaagdier dat voorkomt in zuidwestelijk Noord-Amerika. Dit dier is een ondersoort van de valleigoffer (Thomomys bottae). Het werd oorspronkelijk beschreven door Clinton Hart Merriam (1908). De typelocatie, de plaats waar het exemplaar vandaan komt op basis waarvan de ondersoort oorspronkelijk is beschreven, is Yosemite Valley in Californië.